# Spilopera chui
Spilopera chui là một loài bướm đêm trong họ Geometridae.